# Ceutorhynchus puncticollis
Ceutorhynchus puncticollis är en skalbaggsart som beskrevs av Karl Henrik Boheman 1845. Ceutorhynchus puncticollis ingår i släktet Ceutorhynchus, och familjen vivlar. Enligt den finländska rödlistan är arten nära hotad i Finland. Enligt den svenska rödlistan är arten nära hotad i Sverige. Arten förekommer i Götaland. Artens livsmiljö är ruderatmarker, vägrenar och banvallar.